# Коршунова, Екатерина Викторовна
Екатерина Викторовна Коршунова (род. 24 мая 1988 года) — российский стрелок из пистолета. Серебряный призёр Кубка мира 2014. Чемпион Европы 2013. Мастер спорта России международного класса.

## Карьера
Выступает за спортивный клуб ЦСП ССК «Снайпер» (Вологда). Личный тренер: Михайлова Елена Евгеньевна.
В июле 2013 года завоевала две золотые медали на Универсиаде в Казани в командных соревнованиях — пистолет, 10 метров и пистолет, 25 метров.
19 июля 2013 года Екатерине было присвоено звание Мастера спорта России международного класса.
В конце июля 2013 года, в Осиеке, завоевала золотую медаль чемпионата Европы в командных соревнованиях по стрельбе из пистолета (25 метров).
В 2014 году, в Мариборе, завоевала серебряную медаль на этапе Кубка мира в стрельбе из пневматического пистолета с 10-ти метров.
В 2015 году завоевала бронзу на Европейских играх в стрельбе из пистолета с 10 метров в смешанных командных соревнованиях.

### Олимпийские игры 2016
Выступает за сборную России на Олимпиаде в Рио-де-Жанейро. В квалификации стрельбы из пистолета (10 метров) показала второй результат и вышла в финал. В финале заняла последнее, восьмое, место. В квалификации стрельбы из пистолета (25 метров) показала восьмой результат и вышла в полуфинал. В полуфинале показала пятый результат и не смогла выйти в финал.

## Достижения
- Чемпион Универсиады 2013 (пистолет, 10 метров, команды).
- Чемпион Универсиады 2013 (пистолет, 25 метров, команды).
- Чемпион Европы 2013 (пистолет, 25 метров, команды).
- Серебряный призёр 3-го этапа Кубка мира 2014 (пистолет, 10 метров).
- Бронзовый призёр Европейских игр 2015 (пистолет, 10 метров, смешанные команды).